# Rudrův mlýn
Rudrův mlýn (Ludrův, Panský) v Ratibořicích v okrese Náchod je vodní mlýn, který stojí severně od zámku v Babiččině údolí na řece Úpě. Spolu s areálem zámku je chráněn jako nemovitá kulturní památka České republiky.

## Historie

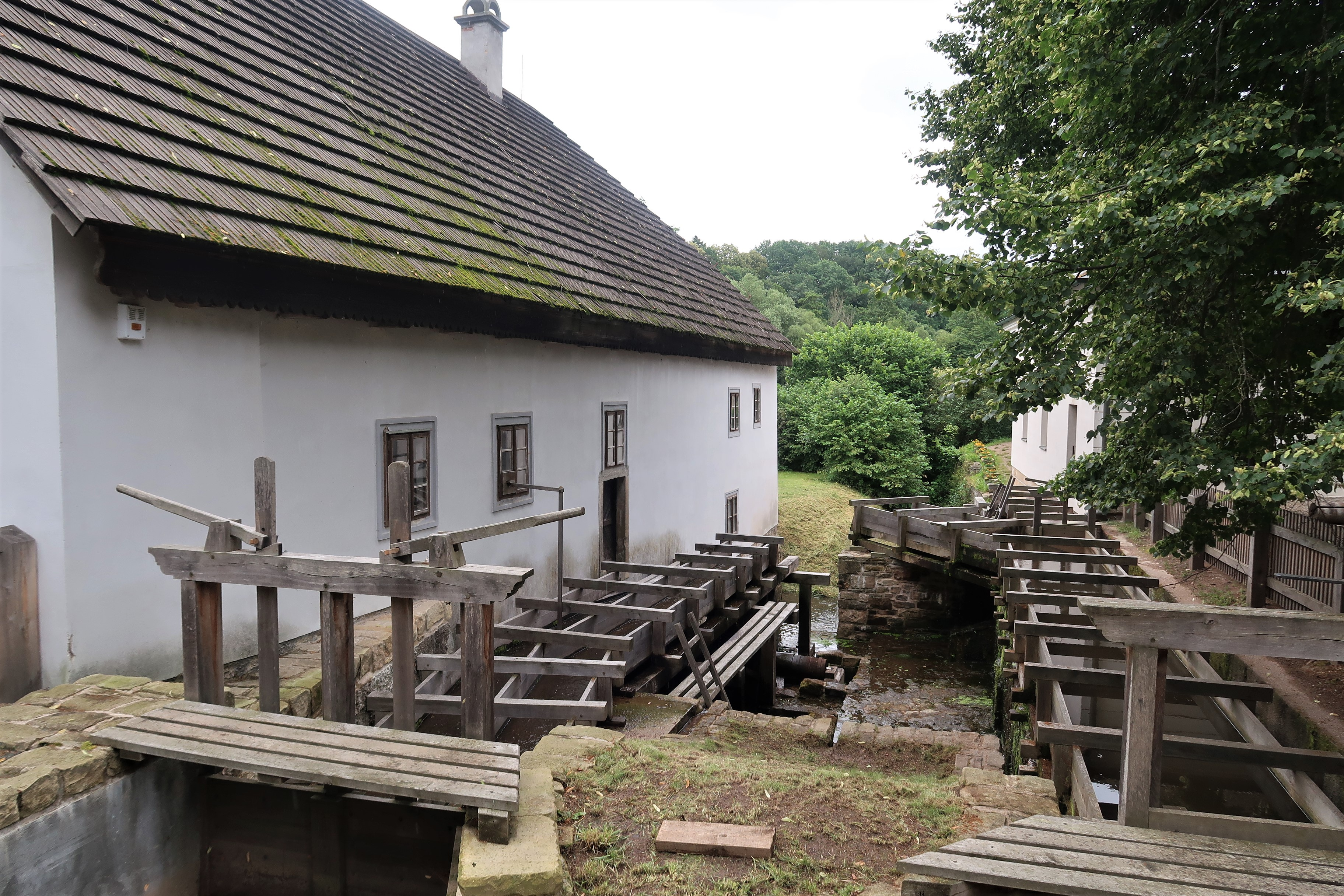
Rudrův mlýn

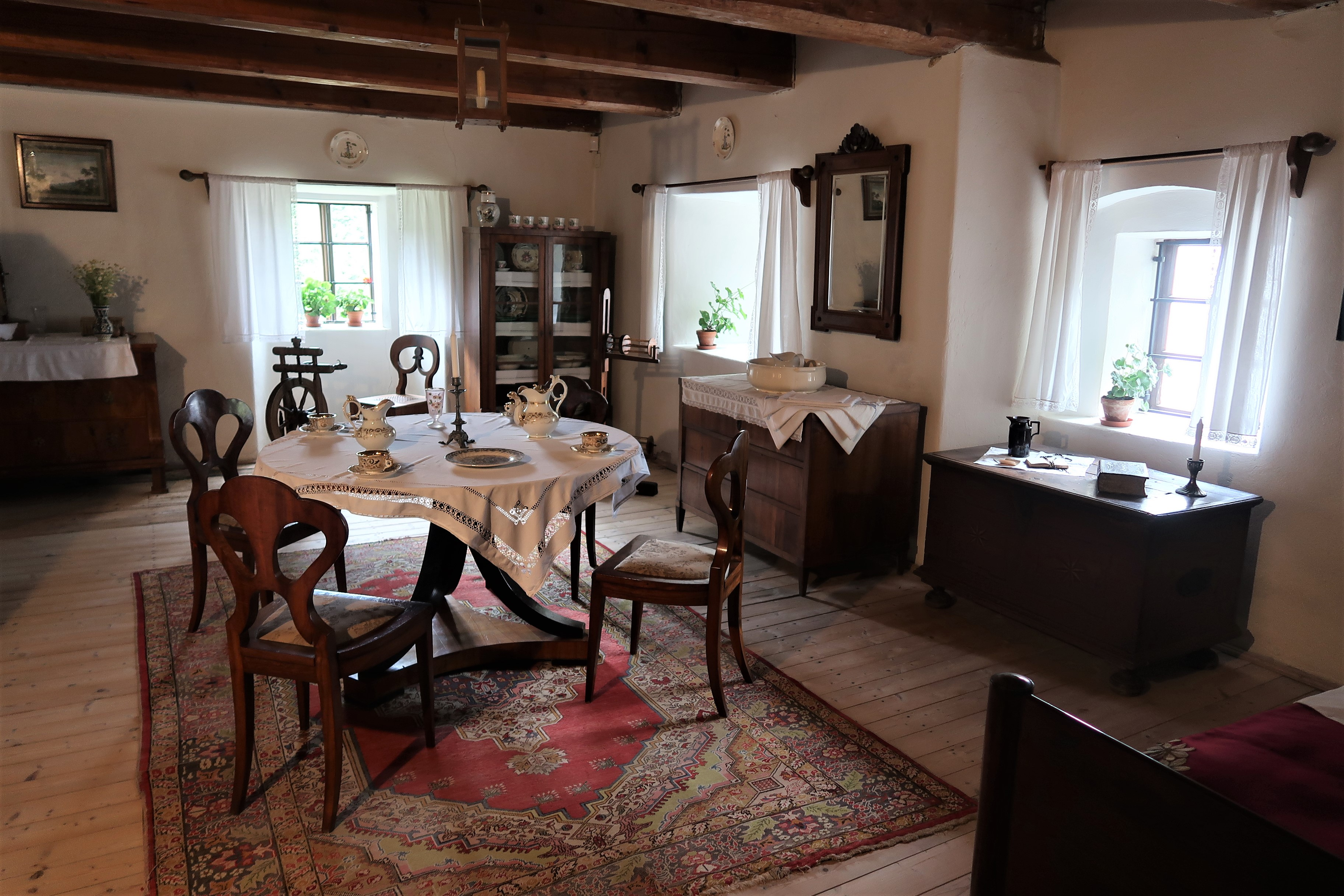
Muzejní expozice v interiéru Rudrova mlýna

Mlýn stál v těchto místech již v 16. století a první známý mlynář byl Josef Hejna. Roku 1773 jej vlastním nákladem přestavěl mlynář Antonín Ruder, který mlýn vyženil. Jeho syn pak v roce 1842 mlýn prodal majiteli náchodského panství Jiřímu Vilémovi, knížeti ze Schaumburg-Lippe. Ke mlýnu byla poté postavena empírová budova č.p. 11, která sloužila až do roku 1949 jako mandl. Po skončení mletí v roce 1914 byl areál přestavěn na textilní továrnu, k objektu přibyla strojovna, kotelna, komín vysoký 18 metrů a hala o půdorysu přibližně 3,5 aru.
Po roce 1951 došlo k přestavbě objektu do původní klasicistní podoby. V bývalé mandlovně bylo umístěno nové mechanické zařízení a vybudována stálá expozice věnovaná zpracování lnu a místní plátenické výrobě.

## Popis
Největší část jednopatrové kamenné budovy tvoří mlýnice, která zabírá přízemí a horní patro. V patře byl byt mlynáře a šalanda, kde sedávali mleči.
Voda na vodní kolo vedla náhonem od jezu přes stavidlo ve Starém bělidle, kde bydlel hrázný; ten reguloval množství vody na mlýn. Ve mlýně se dochovala dvě obyčejná složení a krupník holendrového typu. V roce 1930 bylo u mandlu v provozu jedno kolo na svrchní vodu (průtok 0,304 m³/s, spád 4 m, výkon 10,6 k). V roce 2013 měl mlýn dvě funkční vodní kola, třetí se rozpadá; při rekonstrukci sem bylo přeneseno jedno vodní kolo z Kolískova mlýna. Mlýn má jeden mlecí kámen pískovcový a čtyři francouzské.
V aleji před mlýnem stojí barokní socha Panny Marie, kterou nechal postavit mlynář Antonín Ruder s manželkou.

## Mlýn v literatuře
Mlynář Antonín Ruder byl děd Mančinky, postavy z Babičky od Boženy Němcové. Jeho syn byl rovněž ztvárněn v Babičce jako dobromyslný pan otec. Jez, od kterého vede náhon ke mlýnu, je v knize uveden jako Viktorčin splav.